# 宇宙へ 〜Reach for the sky〜
『宇宙へ 〜Reach for the sky〜』（そらへ　リーチ・フォー・ザ・スカイ）は、ゴスペラーズ35枚目のシングル。2009年8月19日にキューンミュージックから発売された。

## 概要
表題曲「宇宙へ 〜Reach for the sky〜」は、NASA設立50周年を記念して制作された映画『宇宙へ。』の日本語版主題歌で、無限の宇宙への壮大な夢をテーマに書き下ろされた楽曲。『宇宙へ。』とタイアップしたIHI企業広告TV-CFでも使用された。

## 収録曲
1. 宇宙へ 〜Reach for the sky〜 （5:45）
作詞：安岡優・Sora／作曲：木原健太郎／編曲：前嶋康明
2. 讃歌 (3:32）
作詞・作曲・編曲：酒井雄二
初出は『FIVE KEYS』。新たにレコーディングされた。